# Sacrée Schtroumpfette
Sacrée Schtroumpfette (letterlijk: "Dekselse Smurfin") is een stripalbum van De Smurfen. Het is het derde album uit de reeks L'univers des Schtroumpfs, dat in 2012 alleen in het Frans is verschenen. Het album bevat korte verhalen waar Smurfin een hoofdrol in speelt. De verhalen zijn geschreven en getekend door Studio Peyo, de tekenstudio van Peyo. Sommige verhalen zijn eerder al verschenen in andere media en uitverkochte stripalbums.

## Verhalen

### Un Baisier pour la Schtroumpfette
Gargamel verkleedt zich als fee en kan de Smurfin overtuigen een toverdrankje in te nemen. Ze verandert in een kikker. Gargamel krijgt het goedje per toeval ook over zich en verandert in een pad. Smurfin doet haar relaas bij de Smurfen, maar die kunnen niet helpen. Ze vinden ook de pad en die beweert het tegengif te kennen. Hij vraagt wel eerst een kus, want hij denkt dat dát het tegenmiddel is. Het is echter niet hij, maar de Smurfin die weer normaal wordt. Hij kust dan maar Azraël. Het toverboek met de verkeerde tegenmiddels verdwijnt in de haard en de Smurfen krijgen een kus van de Smurfin.

### Bombollino chez les Schtroumpfs
De Smurfen ontmoeten een muzikale dwerg, Bombollino. Smurfin biedt hem een slaapplaats aan in het Smurfendorp. Tijdens zijn verblijf worden noten gestolen en Bombollino wordt onmiddellijk beschuldigd. Later komt uit dat een eekhoorn de dader is. Bombollino krijgt excuses, maar verlaat het dorp.
Wanneer de winter aanbreekt, krijgt Smurfin medelijden met Bombollino, die onder de blote hemel slaapt. Ze gaat hem zoeken, maar loopt in een val van Gargamel. Wat later klopt Bombollino toevallig aan bij Gargemel om een warm plekje te vragen. Gargamel is niet opgezet met het bezoek en neemt Bombollino gevangen. Om zich samen met Smurfin vrij te kopen, tekent Bombollino een plannetje waarmee Gargamel naar het Smurfendorp kan gaan. Hij haalt daarop zijn magische fluit boven. De muziek doet Gargamel dansen zonder dat hij kan stoppen. De dwerg gaat er met Smurfin vandoor en brengt haar bij haar dorpsgenoten. Gargamel rekent erop dat Bombollino's plannetje echt is en gaat op pad. Hij belandt echter niet in het Smurfendorp, maar aan het spit bij een cycloop.

### Le Petit Schtroumpferon Rouge
Een toneelstuk over Roodkapje inspireert Smurfin om dat verhaal na te spelen in het bos. Enkele Smurfen verkleden zich als wolf, maar Gargamel komt hen op het spoor. De Smurfen vluchten en laten daarbij hun wolvenpak achter. Gargamel trekt het aan en probeert zo Smurfin te overmeesteren. Smurfin slaat op de vlucht. Gargamel zet de achtervolging in, maar kan door het pak niet hard lopen en hij krijgt het ook niet meer uitgetrokken. Hij stoot op een bende jagers, die denken met een echte wolf te maken te hebben en op Gargamel beginnen te jagen.

### Bébé chouette
Smurfin vindt in het bos een uilskuiken dat ze meeneemt. Grote Smurf maakt haar duidelijk dat ze het dier beter had laten liggen zodat de moeder het kon vinden. Nu Smurfins geur op het dier zit, moeten de Smurfen het adopteren. Het dier groeit en krijgt na verloop van tijd een eigen nestkastje in het bos. Omdat Gargamel het plekje al snel ontdekt, krijgt het een ander plekje bij een vogelliefhebber. Na de winter keert Smurfin terug. Het uiltje lijkt verdwenen, maar laat zich dan toch zien: het is intussen een volwassen uil met eigen kuikens.

### Le château hanté
Grote Smurf is ernstig ziek en kan slechts genezen met behulp van een zwarte roos, die groeit in een kasteel in betoverd gebied. Smurfin, Potige Smurf en Moppersmurf trekken erheen. Ze worden er verwelkomt door een geklede kikker, een betoverde ridder. Hij geeft de Smurfen een magische dolk en magisch poeder, die hen moeten beschermen tegen de creaturen in de omgeving. Op weg naar en in het kasteel komen ze effectief heel wat monsters tegen. Met de hulp van de dolk, het poeder en een djinn slagen ze in hun missie: ze vinden de bloem. Plots verschijnt de ridder-kikker voor hun neus. Hij is de beschermer van de roos en ziet dat de Smurfen nobele plannen hebben. Hij tovert hen met de bloem naar buiten. Terug in het dorp geneest Grote Smurf onmiddellijk na het ruiken van de roos.